# El Cincuenta
El Cincuenta är en ort i Mexiko.   Den ligger i kommunen Tantima och delstaten Veracruz, i den sydöstra delen av landet, 270 km nordost om huvudstaden Mexico City. El Cincuenta ligger 18 meter över havet och antalet invånare är 191.
Terrängen runt El Cincuenta är platt, och sluttar österut. Runt El Cincuenta är det ganska tätbefolkat, med 166 invånare per kvadratkilometer. Närmaste större samhälle är Naranjos, 13,2 km sydväst om El Cincuenta. Trakten runt El Cincuenta består till största delen av jordbruksmark.